# Highland, Illinois
Highland är en stad (city) i Madison County, i delstaten Illinois, USA. Enligt United States Census Bureau har staden en folkmängd på 9 891 invånare (2011) och en landarea på 17 km².